# Дукале
Дукале (итал. ducale) — средневековая серебряная монета герцогства Апулии. Дукале имели выпуклую форму и являлись подражанием византийским монетам. Своё название получили из-за дарованного папой Иннокентием II титула герцога (итал. duca) Апулии сыну короля Рожера II Рожеру Апулийскому, который изображён рядом с отцом на монете. Событие произошло в год выпуска дукале. Также встречаются названия «дукато», «дукалис», «дукатус», «дукатум».
Впервые монету отчеканили в 1139 или 1140 году во время правления короля Рожера II в Палермо. На аверсе дукале были помещены король Рожер со своим сыном Рожером Апулийским. Монограмма R RX SCLS рядом с изображением короля обозначает «Rogerius Rex Siciliae», R D X AP около герцога Апулийского — «Rogerius Dux Apuliae». Между ними располагался большой крест. Также на аверсе имеется обозначение «AN R X», которое указывает на то, что монета отчеканена на 10-й год правления короля Рожера, то есть в 1140 году. Реверс содержал изображение Иисуса Христа и монограмму «IC XC RG IN AE TRN» («Jesus Christus regnat in aeternum»). Также были выпущены монеты с указанием номинала в 1⁄3 дукале «TERCIA DVCALIS» на аверсе. Куфическая надпись на реверсе содержала информацию о годе и месте выпуска. Первые дукале весили 2,7—3,1 г серебра 600-й пробы. При Рожере II сложилась денежная система в которой 1 дукале соответствовал 24 фолларо, 2½ дукале — 1 тари.
Дукале выпускали при преемниках Рожера II Вильгельме I Злом (1154—1166) и Вильгельме II Добром (1166—1189). При Вильгельме I дукале соответствовал 20 фолларо или 1⁄3 тари, при Вильгельме II — 10 фолларо или 1⁄6 тари.